# Пітер ван дер Гейден
Пі́тер ван дер Ге́йден (нід. Pieter van der Heyden, також відомий як Пітер Верхейден, Пітер Амерінгус, Пітер Мерцінус, нар. біля 1530, Антверпен (?) — пом. після березня 1572) — фламандський художник і гравер. Його творча спадщина складається з гравюр на релігійні та міфологічні сюжети, портретів, а також декоративних аркушів. Свої роботи часто позначав ініціалами PME — скорочення від Petrus Mercinus.
Починаючи з 1551 року працював у Антверпені. Тут його гравюри друкувалися найбільшим видавцем міста Ієронімом Коком.
1555 року став основним гравером робіт з живопису таких художників як Ламберт Ломбард і Пітер Брейгель (старший), також гравіював картини Ієронімуса Босха, Франса Флоріса та Ганса Бола.
1557 року прийнятий до антверпенської Гільдії Святого Луки в статусі майстра.
1558 року опублікував цикл гравюр «Сім смертних гріхів», 1568 року — «Дванадцять фламандських прислів'їв» (обидва цикли за Пітером Брейгелем (старшим), друкарська майстерня Ієроніма Кока; другий цикл був гравійований спільно з Яном Віріксом).

## Галерея

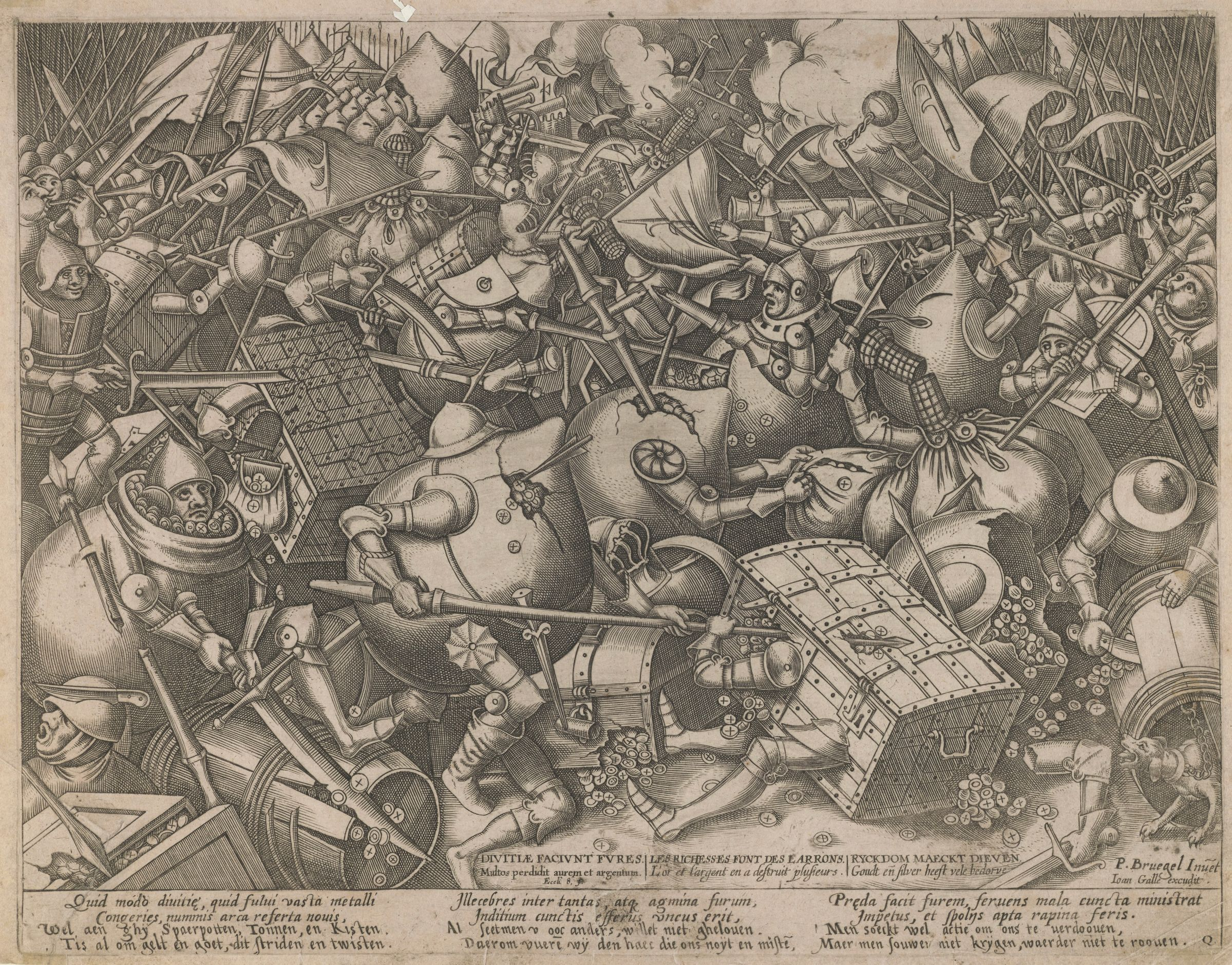
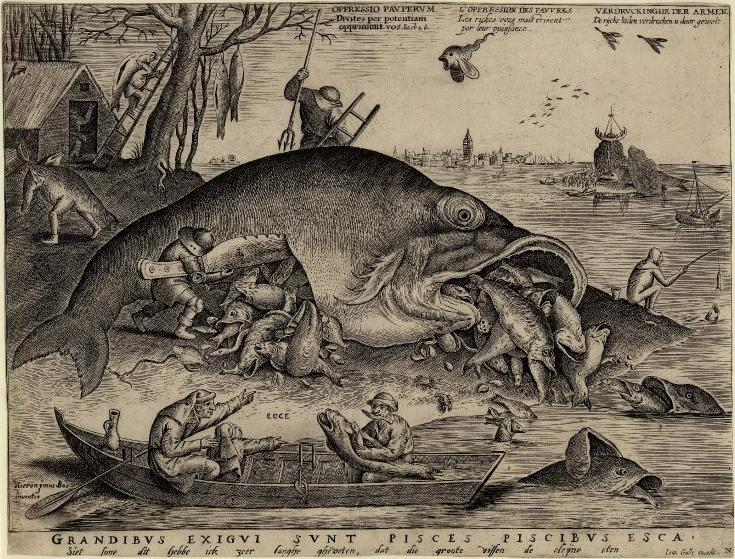
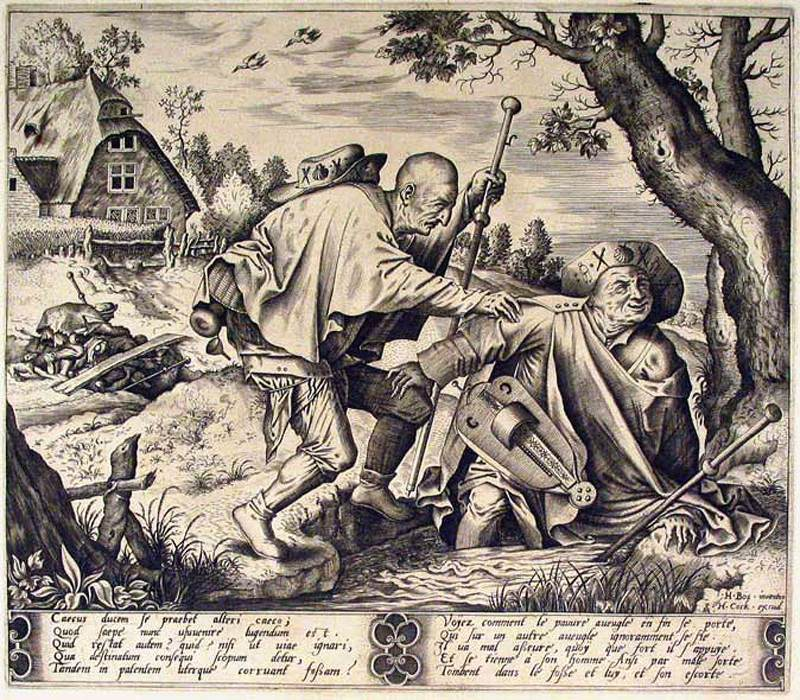
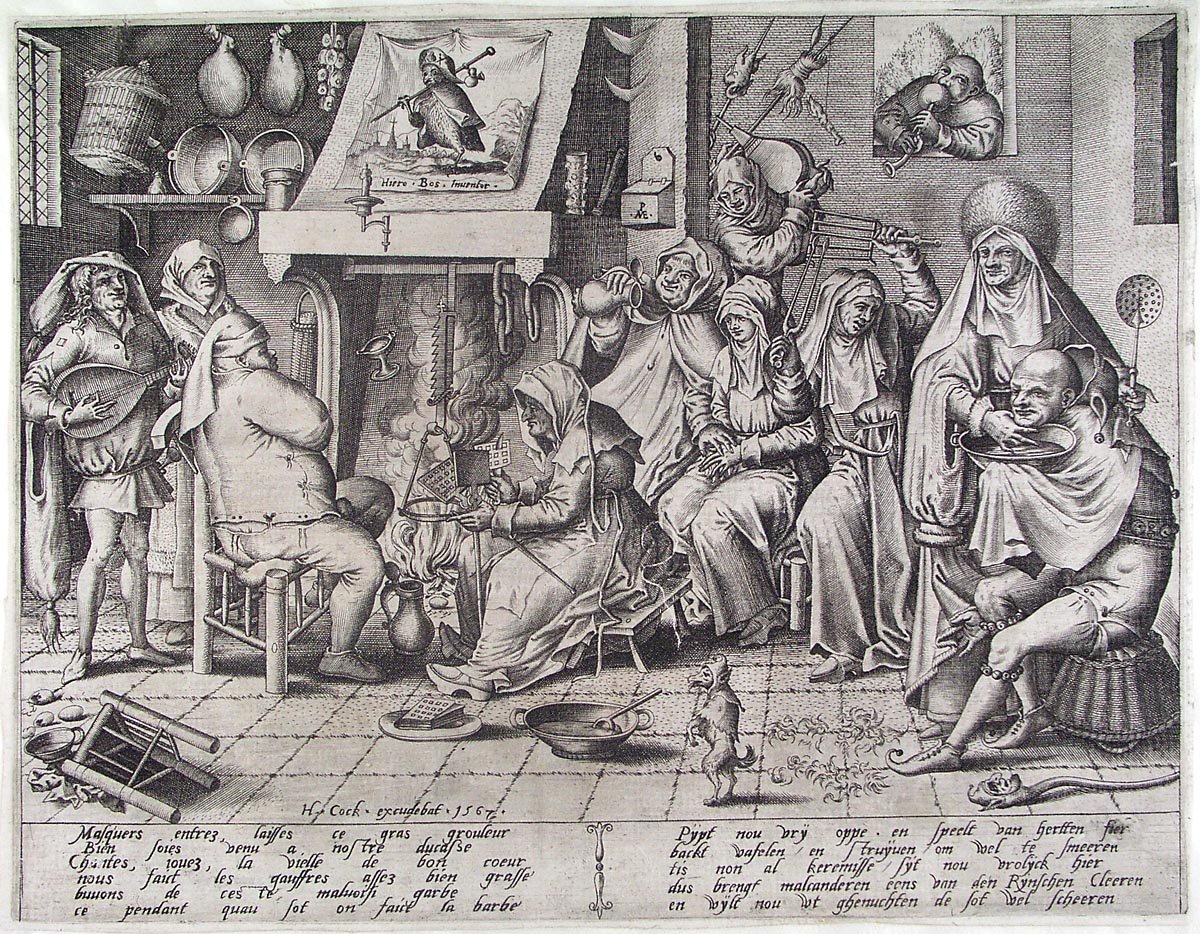
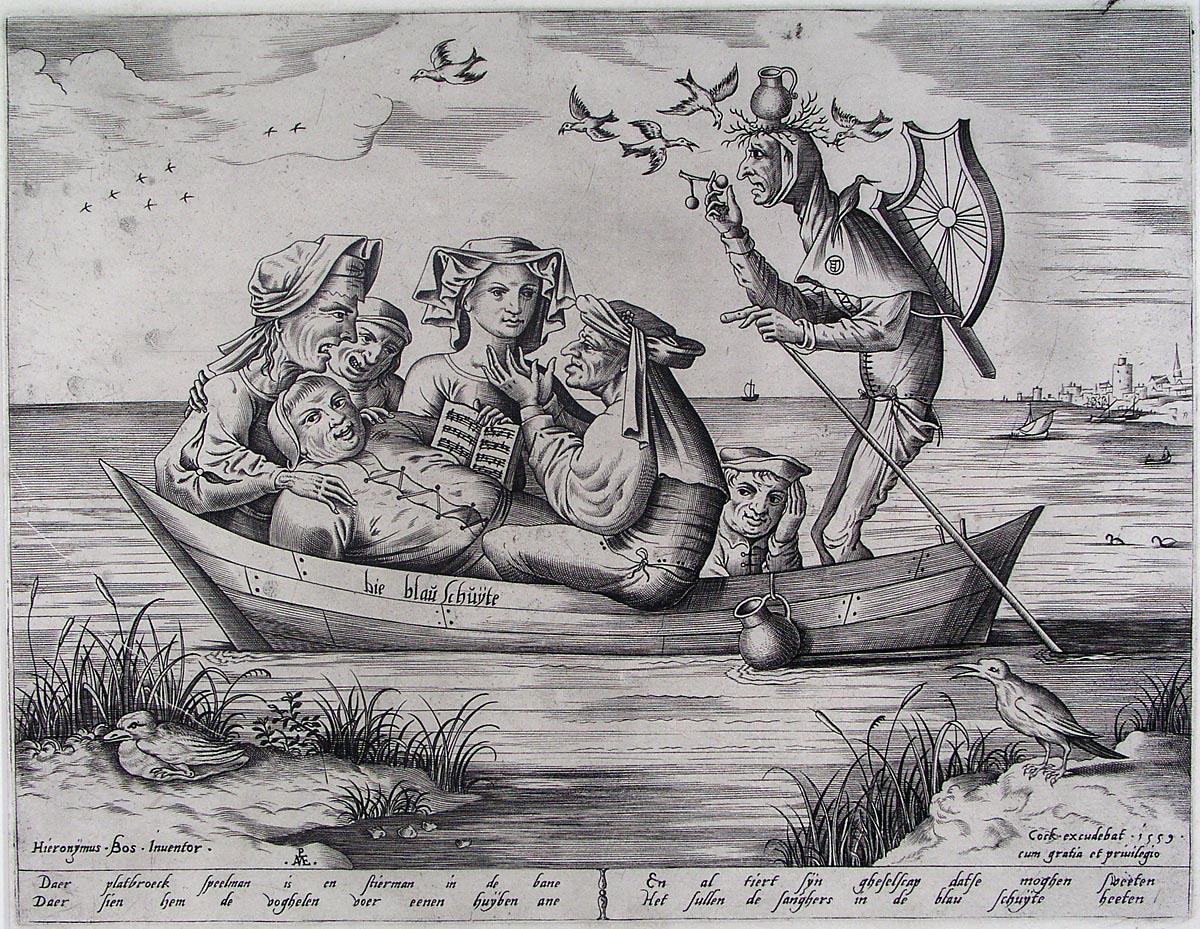
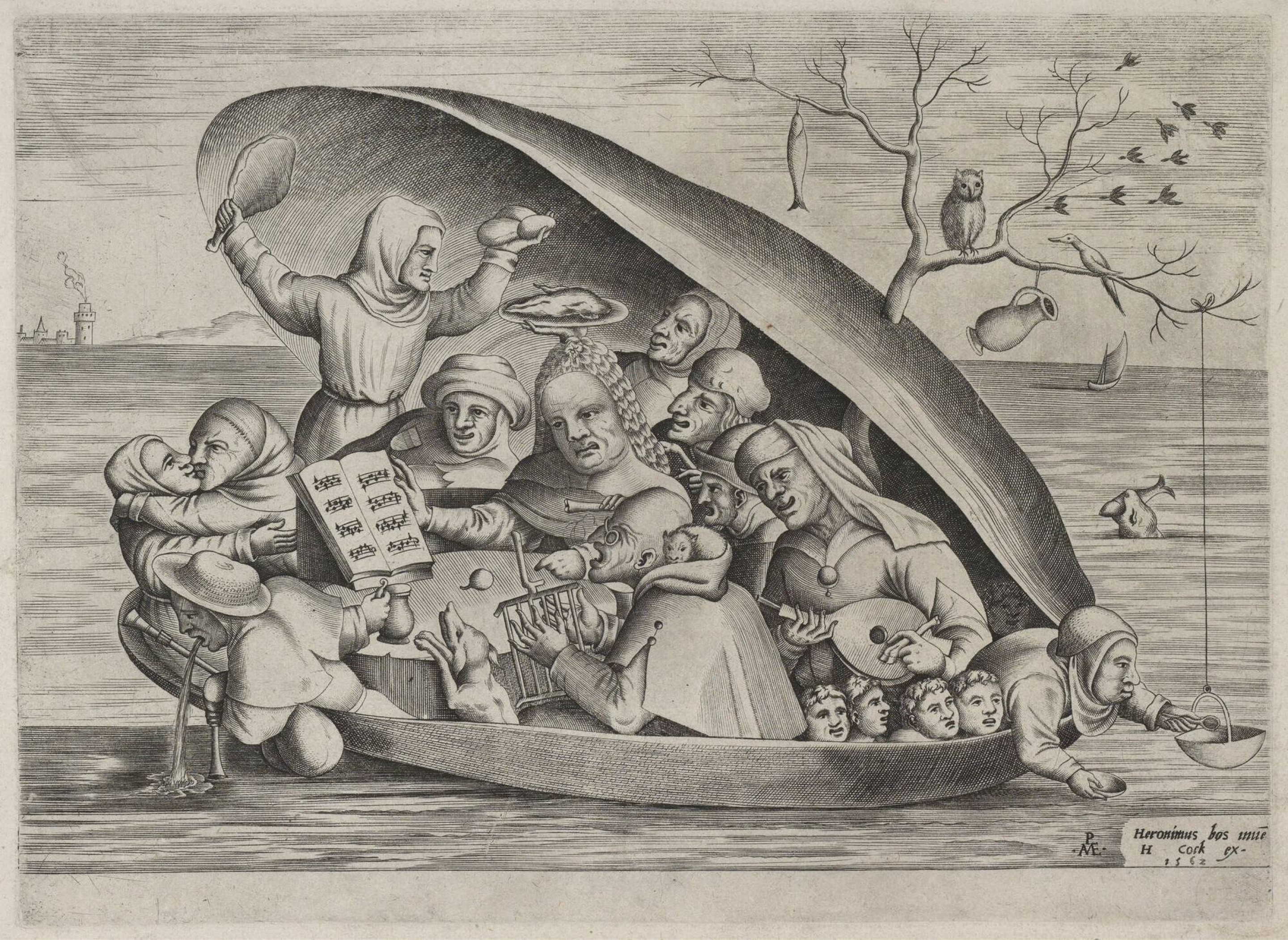